# Biblia Hebraica Stuttgartensia
Pour les articles homonymes, voir BHS.

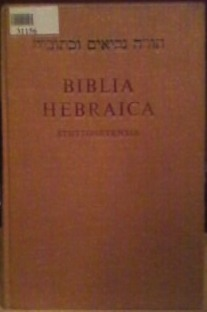
La Biblia Hebraica Stuttgartensia

La Biblia Hebraica Stuttgartensia (BHS) est une édition du texte massorétique de la Bible hébraïque tel qu'il est préservé dans le Codex de Léningrad, augmenté de notes massorétiques. Il est publié par la société biblique allemande à Stuttgart.
La BHS est généralement considérée, aussi bien par les chrétiens que par les juifs, comme une édition extrêmement fiable des Écritures hébraïques, ainsi qu'un texte critique d'une grande utilité. Elle est la version de l'Ancien Testament la plus diffusée actuellement.
Sur certains détails massorétiques toutefois, des érudits ont montré une préférence pour des éditions basées sur le Codex d'Alep.
Elle a pris la suite de la Biblia hebraica de Rudolf Kittel (BHK), reproduisant le textus receptus publié au XVIe siècle. Une nouvelle édition, la Biblia Hebraica Quinta (en) est en cours d'édition (Quinta, c'est-à-dire cinquième, puisque la BHK a connu 3 éditions), elle aussi basée sur le leningradensis, mais renouvelle l'apparat critique (en prenant en compte notamment Qumrân). Sont déjà publiés : les megilloth, Esdras et Néhémie, le Deutéronome, les Proverbes et les 12 petits prophètes.